# Bahnhof Althengstett

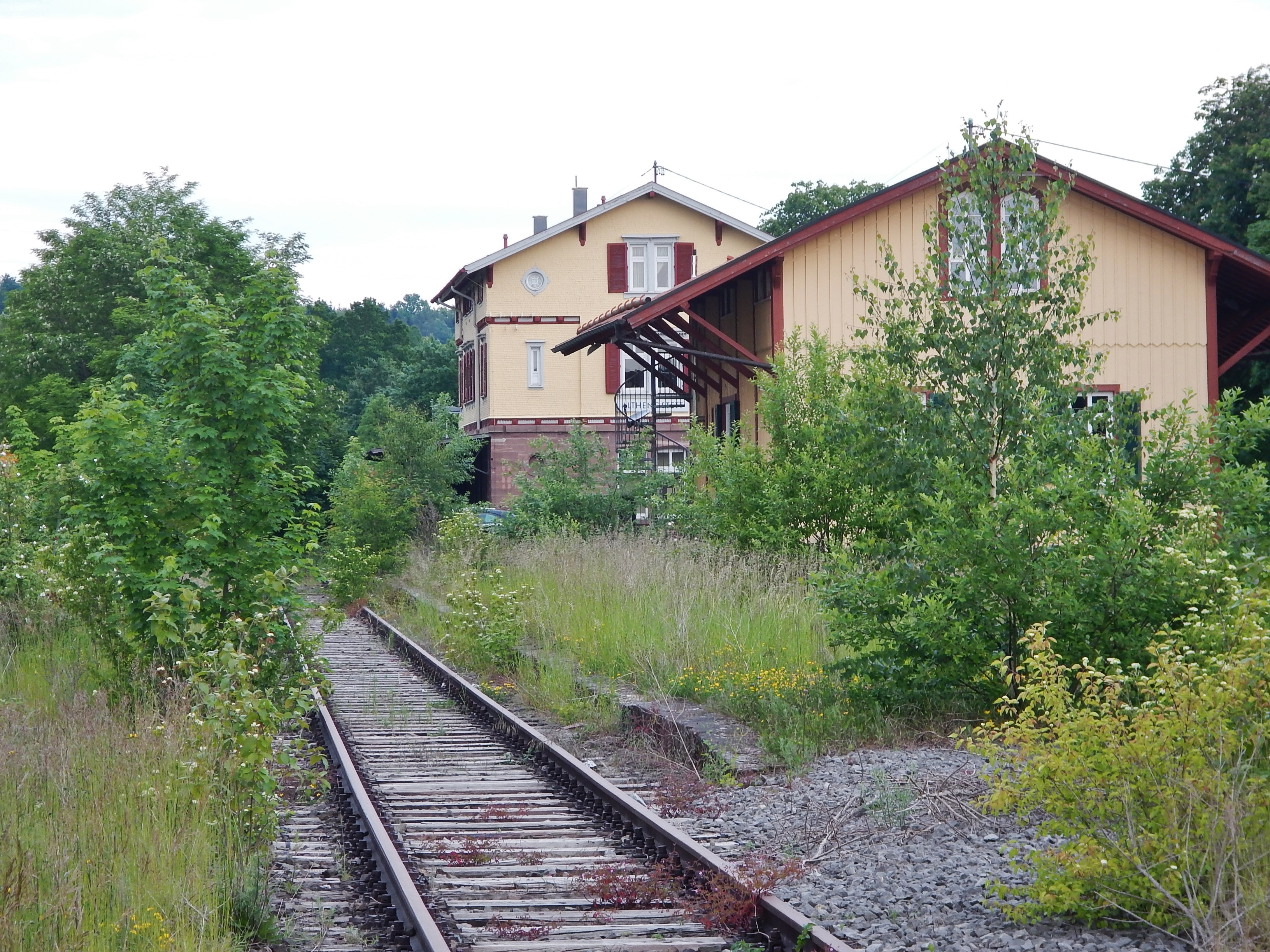
Zustand von Gleis 1 und Hausbahnsteig Juni 2014

Der Bahnhof Althengstett ist der ehemalige Bahnhof der baden-württembergischen Gemeinde Althengstett. Er liegt an Streckenkilometer 37,75 der Württembergischen Schwarzwaldbahn von Stuttgart nach Calw. Mit der Außerbetriebnahme des Abschnitts Weil der Stadt–Calw 1983 im Personenverkehr und 1988 im Güterverkehr wurde auch der Bahnhof aufgelassen.

## Geschichte
Mit der Eröffnung des Abschnitts Weil der Stadt–Calw im Jahre 1872 wurde auch der Bahnhof Althengstett eröffnet. Er stellt mit 511 Metern ü. NN den Scheitelpunkt der Württembergischen Schwarzwaldbahn dar. Auf dem mit annähernd zwei Prozent Steigung recht steilen Teilstück von Calw nach Althengstett mussten viele Züge nachgeschoben werden. Damit kam dem Bahnhof Althengstett die besondere Bedeutung zu, dass dort zusätzliche Schiebelokomotiven abgekuppelt wurden, um wieder nach Calw zurückfahren zu können. Zudem endete in Althengstett das zweite Streckengleis von Calw aus.
Nachdem 1939 nur der Streckenabschnitt Stuttgart–Weil der Stadt elektrifiziert wurde, verlor der Abschnitt Weil der Stadt–Calw einschließlich des Bahnhofs Althengstett in den folgenden Jahrzehnten zunehmend an Bedeutung. Zunächst befuhren nicht mehr alle Personenzüge die Gesamtstrecke Calw–Stuttgart. 1940 wurde im Bahnhof ein mechanisches Fahrdienstleiterstellwerk der Bauform Jüdel in Betrieb genommen. Im Jahr 1963 wurde das zweite Gleis zwischen Calw und Althengstett abgebaut, was einen weiteren Bedeutungsverlust für den Bahnhof bedeutete. Ab 1978 gab es dann gar keine durchgehenden Personenzüge von Calw über Weil der Stadt hinaus mehr.
Am 27. Mai 1983 hielt der letzte Personenzug am Bahnhof Althengstett. Bis 1988 wurde der Bahnhof noch im Güterverkehr bedient. Nachdem es im März desselben Jahres im Bereich des nahen Forsttunnels zu einem Erdrutsch gekommen war, wurde der gesamte Streckenabschnitt Calw–Weil der Stadt, einschließlich des Bahnhofs Althengstett vollständig außer Betrieb genommen und verfiel in den folgenden Jahren zunehmend.
Heute wird das renovierte Empfangsgebäude von mehreren Institutionen und Unternehmen genutzt. Der ehemalige Güterschuppen wurde zu einem Jugendtreff ausgebaut. Von den Gleisanlagen sind noch drei Gleise vorhanden, die jedoch teils zugewachsen und in einem schlechten Zustand sind.

## Ausstattung und Bahnbetrieb
Der Bahnhof Althengstett hatte ein Empfangsgebäude, in dem unter anderem das Stellwerk untergebracht war. Es gab fünf Gleise, die mehrfach untereinander verbunden waren. Gleis 1 war das durchgehende Streckengleis vor dem Hausbahnsteig. Gleis 2 war die direkte Fortsetzung des 1963 abgebauten zweiten Streckengleises Althengstett–Calw. Zwischen beiden Gleisen lag zumindest noch bis 1969 ein Zwischenbahnsteig. Spätestens seit 1981 ist dieser jedoch nicht mehr vorhanden. Gleis 3 und 4 waren Rangiergleise beziehungsweise Gleise, die zur Güterabfertigung verwendet wurden. Gleis 4 band dabei den vorhandenen Güterschuppen an und war deswegen auch mit einer Gleiswaage ausgestattet.
Gleis 5 diente lange Zeit als Entladegleis für Kesselwagen, die Fäkalien nach Althengstett transportierten. Diese Transporte kamen insbesondere aus Stuttgart, als dort noch kein Kanalisationssystem vorhanden war. Die Fäkalien wurden in Althengstett, wie auch an mehreren anderen Bahnhöfen in der Region Stuttgart, an die lokalen Bauern als Dünger verkauft. Zu diesem Zwecke befand sich nördlich unterhalb des Bahndamms ein der Stadt Stuttgart gehörendes Sammelbecken, in das die Fäkalien abgelassen werden konnten. Heute existiert noch der Einfüllstützen der Rohrleitung zum früheren Becken im Bahnhofsbereich. Das Becken sowie das Gleis 5 sind heute nicht mehr vorhanden.

## Zukunft

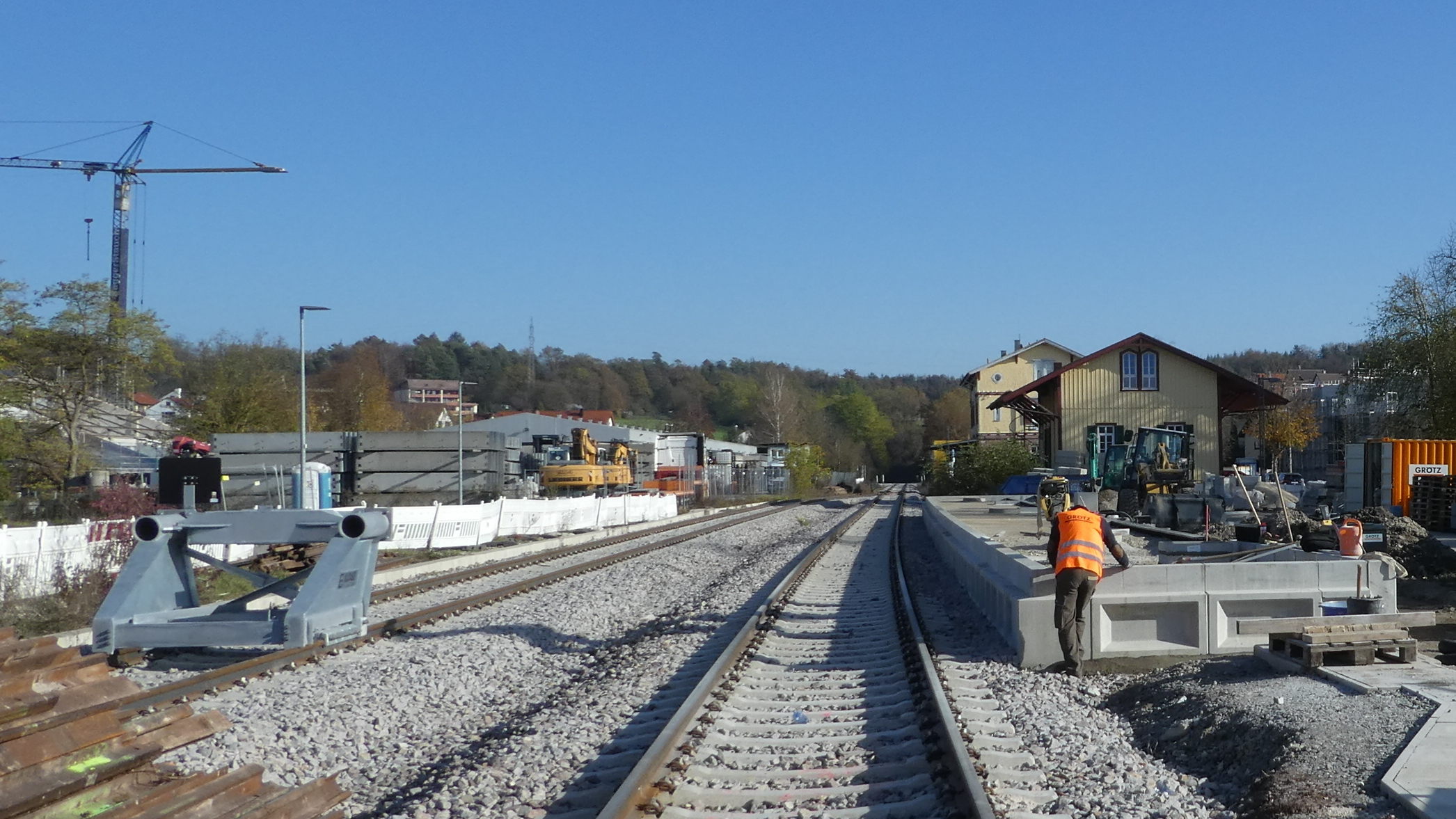
Gleisanlage und neu errichteter Bahnsteig, Bauzustand 11/2024

Die Teilstrecke Weil der Stadt–Calw der Schwarzwaldbahn wird aktuell unter dem Namen Hermann-Hesse-Bahn reaktiviert, die Inbetriebnahme ist für Dezember 2025 vorgesehen. Im Bahnhof Althengstett wird ein eingleisiger Haltepunkt gebaut, der westlich des ehemaligen Güterschuppens entsteht und dort direkten Zugang zum Busverkehr haben wird.
Außer dem durchgehenden Hauptgleis wird noch ein einseitig angebundenes Nebengleis errichtet. Die Betriebsstelle Althengstett wird damit zur Ausweichanschlussstelle (Awanst). Weitere ehemalige Gleise werden vorläufig nicht reaktiviert. 